# Gorgasia taiwanensis
Gorgasia taiwanensis är en fiskart som beskrevs av Shao, 1990. Gorgasia taiwanensis ingår i släktet Gorgasia och familjen havsålar. Inga underarter finns listade i Catalogue of Life.